# 臺灣總督府度量衡所
25°02′21″N 121°30′48″E / 25.039303°N 121.513325°E
臺灣總督府度量衡所是日治時期負責製造、修理度量衡器的機關，以標準化全臺的度量衡器；其設立於1921年，位於臺北市文武町，並設有臺南分室。度量衡所原隸屬殖產局，在1942年改隸專賣局，將度量衡器販賣納入官營。另外，台灣的度量衡標準在1905年全面統一為「尺貫制」，並在1924年引進公制（米突制）；當局亦計畫能逐步全面改用公制，然而全面改用公制並不容易，台灣目前仍有使用尺貫制（即臺斤、臺尺），而日本則在二戰後1966年全面改用公制。
戰後初期，國民政府仍維持臺灣省專賣局的度量衡器專賣，直到1946年設立「臺灣省度量衡檢定所」後，才廢止度量衡器的專造專賣制度，僅負責檢定度量衡器。1999年，中央標準局、商品檢驗局合併成立「經濟部標準檢驗局」，其業務即包含了度量衡檢定，而臺灣省度量衡檢定所臺北本部、臺北市度量衡檢定所則在同時合併組成經濟部標準檢驗局第七組。

## 介紹

### 調查及統一度量衡
臺灣在日治時期之前的度量衡制度不一，所謂的尺、斗、斤等基本單位並無統一的標準，而造成公平交易及徵稅的困擾。臺灣總督府民政局長水野遵在1895年9月即提出，應在臺灣實施與日本內地相同的度量衡制度。1895年10月，臺灣總督府公告《度量衡器販賣規則》，開放日本內地的度量衡器輸入及販賣。1896年，民政局設立「度量衡事務所」（位於臺北城內南門街一丁目1番戶），以調查臺灣各地的度量衡狀況。1898年3月，因度量衡舊慣調查大致完成，度量衡事務所改為「度量衡調查所」，從事度量衡落實的相關事務。1900年，《台灣度量衡條例》公告，計劃逐漸以「尺貫制」統一全臺度量衡。1900年，《度量衡條例》實施，並自隔年開放特許的台灣民間廠商製作度量衡器，度量衡器販賣則須向總督府申請特許執照。
1901年4月，臺灣總督府公布《臺灣度量衡司檢所官制》，設置「度量衡司檢所」，計畫從日本內地輸入度量衡器，以逐漸取代中國式的度量衡器。後因總督府官制調整，度量衡司檢所在1901年11月11日裁撤，相關事務改由民政部殖產局權度課負責。在漸進式禁用舊式度量衡後，1904年11月，台灣南部禁用舊式度量衡器，北部則至1905年3月才禁用。
由於總督府委託民間度量衡器製造業者的生產能力不足，常產生供應不足、不當漲價的情形，總督府經檢討後，決定將度量衡製作改為官營，於是在1906年4月公告《臺灣度量衡規則》，規定度量衡器的製作、修繕與販賣收歸官營。1918年6月6日，權度課裁撤，相關業務併入商工課。

### 設立度量衡所

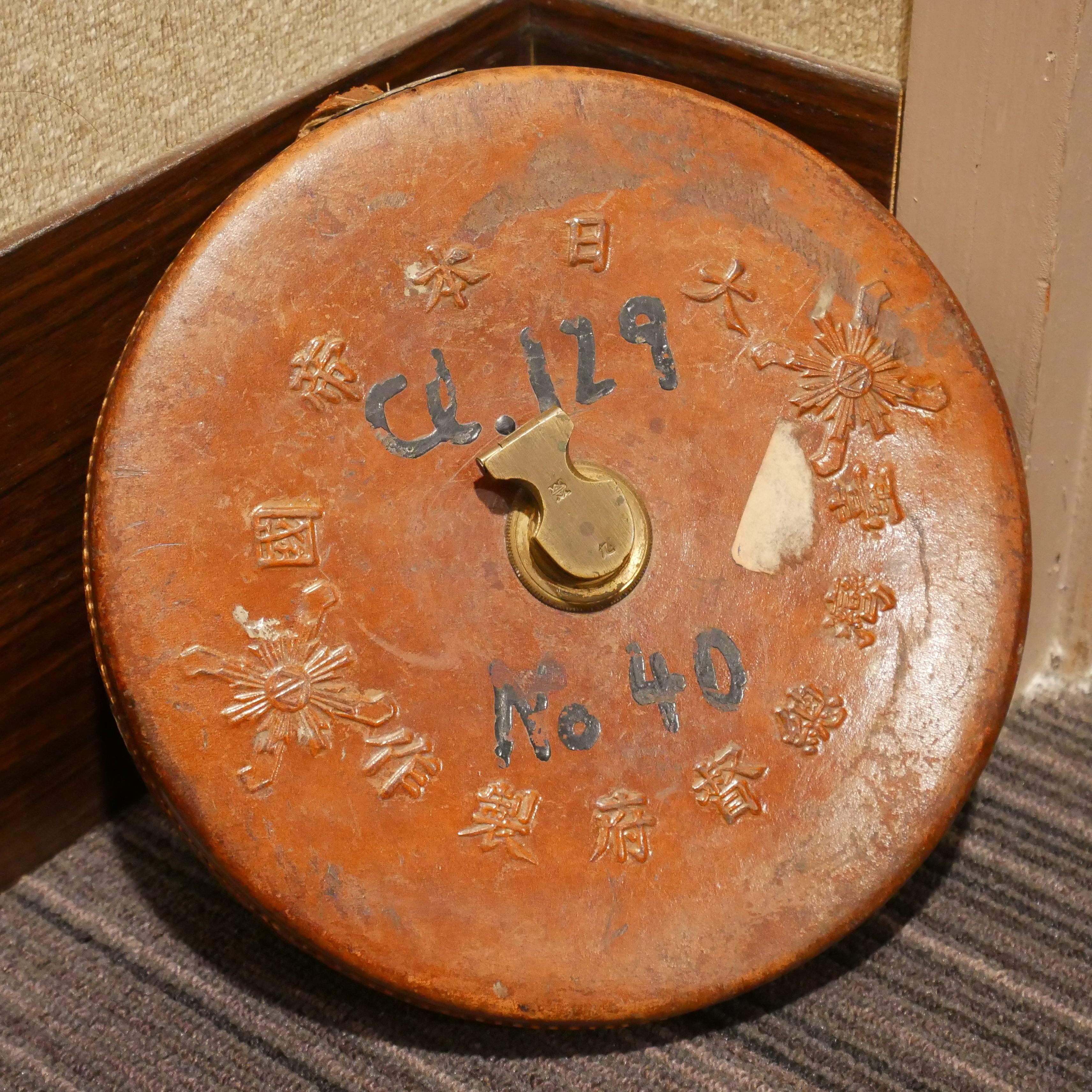
帶有度量衡所認可戳記的皮尺

1921年8月2日，商工課獨立為直屬殖產局的「度量衡所」，掌管度量衡器的製作、修理、販賣、取締等事務，並以度量衡器自給自足為方針，增建及擴大度量衡製造工場，開始使用台灣當地的材料製作度量衡器。1923年12月，在台南市北門町二丁目61番地新建度量衡所台南分室廳舍，並設有製造和修理工廠（1953年改為臺灣省度量衡檢定所臺南檢定站，原址今為標檢局臺南分局）。1924年6月30日，公告《臺灣度量衡規則改正》，計畫將既有的尺貫制改為「公制」，於同年7月與日本內地同步實施，透過學校及社會教育逐步推廣。
由於度量衡由官方出售，其性質與專賣類似，考量取締的便利性、戰時物資統制強化、度量衡在1942年6月24日納入專賣制度，而度量衡所則改隸專賣局。在二戰結束前，專賣局在臺北市、台中市、台南市設度量衡製造工廠，而度量衡本所及台北工場在二戰的臺北大空襲中全毀。

## 歷任所長

### 殖產局度量衡所長
| 任次 | 肖像 | 姓名 (生–卒)           | 在任時間       | 在任時間       | 備註                   |
| ---- | ---- | ---------------------- | -------------- | -------------- | ---------------------- |
| 1    |      | 山口鈕五郎 (？–？)     | 1921年8月2日   | 1933年12月27日 | 1924年7月1日引進公制。 |
| 2    |      | 須田一二三 (1899–1851) | 1933年12月27日 | 1936年10月20日 | 以殖產局商工課長兼任。 |
| 3    |      | 井田憲次 (1897–？)     | 1936年10月20日 | 1941年1月31日  | 以殖產局商工課長兼任。 |
| 4    |      | 本多保太郎 (1898–？)   | 1941年1月31日  | 1942年6月24日  | 以殖產局商工課長兼任。 |

#### 附註
1. ↑  原殖產局商工課技師。
2. ↑  改任總督官房文書課長。
3. ↑  改任臺北州總務部長。
4. ↑  原基隆稅關長。
5. ↑  改任總務局審議室事務官。

### 專賣局度量衡所長
| 任次 | 肖像 | 姓名 (生–卒)       | 在任時間      | 在任時間       | 備註 |
| ---- | ---- | ------------------ | ------------- | -------------- | ---- |
| 1    |      | 桑山寅三 (1901–？) | 1942年6月24日 | 1942年8月7日   |      |
| 2    |      | 久米幸延 (1900–？) | 1942年8月7日  | 1943年1月31日  |      |
| 3    |      | 岩田安麿 (？–？)   | 1943年1月31日 | 1945年10月25日 |      |

## 相關議題
- 一桿稱仔（賴和小說，主角因違反度量衡規則而遭取締）

- 台灣俚語：第一憨，種甘蔗給會社磅（源自製糖會社在磅秤動手腳以剝削蔗農的情形）